# ショウワノート
ショウワノート株式会社（英語表記：SHOWA NOTE Co., Ltd.）とは、主に学童向けの学習帳やテレビキャラクターを中心としたキャラクターグッズを製造・販売する文具メーカーである。本社所在地は富山県高岡市佐野、本部所在地は東京都中央区新川。

## 概要
学習帳のトップブランドとして知られ、キャラクター商品（かるた・ぬりえなど）にも強い。かつては一般向けの文具も製造していたが、現在は学童向けに特化している。2023年（令和5年）現在の取締役社長は氷鉋富雄。子会社にレターセットや折り紙などを製造する「ショウワグリム株式会社」、ギフト用品などを製造する「ショウワワコー株式会社」がある。

## 沿革
- 1947年（昭和22年） 富山県高岡市にて創業。当時の社名は「昭和紙工株式会社」。
- 1956年（昭和31年） 社名を「昭和ノート株式会社」に変更。
- 1957年（昭和32年） 東京営業所（現在の本部）を開設。
- 1968年（昭和43年） 大阪営業所を開設。
- 1970年（昭和45年） 「ジャポニカ学習帳」発売開始。
- 1972年（昭和47年） ベルマーク運動に参加。
- 1978年（昭和53年） 現在の社名に改称。
- 1979年（昭和54年） 東京営業所を「東京本部（通称：本部）」に改める。
- 1986年（昭和61年） 現在の社章およびロゴマークが完成。
- 1992年（平成4年） 子会社・ショウワグリム株式会社を設立。
- 1993年（平成5年） 子会社・ショウワワコー株式会社を設立。
- 2005年（平成17年） 本部を東京都中央区日本橋本町から現在地に移転。

## 事業所
本社・工場（SHOWA NOTE TAKAOKA FACKTORY）
富山県高岡市佐野850
東京本部
東京都中央区新川1-28-38 東京ダイヤビルディング1号館4階
大阪支店
大阪府大阪市西区靭本町1-4-12 本町富士ビル12階
札幌営業所
北海道札幌市白石区東札幌2条-5-8-26
福岡営業所
福岡県福岡市博多区博多駅東1-13-9 博多駅東113ビル7階

## ジャポニカ学習帳
学習帳のトップブランドとして知られる。ベルマーク運動参加商品。日本PTA全国協議会推薦商品。
かつて1950年代半ばから学習帳の生産を開始し、主力商品として、『昭和の基準学習帳』や『エリート学習帳』（旧・エース学習帳）を発売していた。だが競合社が20社ほどあった中の最後発だった事もあり、差別化を模索。
1970年（昭和45年）に小学館発行の『ジャポニカ百科事典』（後に休刊）とタイアップして中ページに学習百科を掲載し、ジャポニカ学習帳（学年・科目別で約20種類）として発売。発売当時の学習帳は1冊30円が主流だったが、ジャポニカ学習帳は他の学習帳より20円高い50円で発売され、表紙のロゴも金箔押し。プレミアム級の学習帳の先駆けとなった。
当初は小学館の画家が表紙を描いていたが、1973年（昭和48年）より専属カメラマンである山口進撮影による世界の珍しい動植物の写真が表紙に採用されている。1978年（昭和53年）に「世界特写シリーズ」が開始。その後、「昆虫の写真」に対して、保護者や教師から不快とのクレームが寄せられるようになり、昆虫が表紙になっているノートの生産数量を徐々に減らし、2012年から表紙は植物のみとなっている。すでに1993年の「マレー諸島編」で、蝶以外の虫は表紙で扱わなくなっていたという情報もある。4・5年に一度、表紙と学習百科が変更され、同じ品種は二度と採用しないという。ちなみにカメラマンの山口進は、花に女性の名前をつけて撮影しているという。裏表紙には、表紙写真の解説や、学習図鑑が掲載されている。なおショウワノートによれば、昆虫が使われなくなったのはクレームだけではなく見栄えのよい写真が枯渇したことも原因であるという。2025年11月からは、自然界と人間の調和の重要性を子どもたちに伝えることを目的に、「共生」をテーマにした動植物や昆虫の擬人化イラストに変更することとなった。ショウワノートでは、「自然を愛する心を育む狙いは一貫させている」としている。
発売当初はA5判だったが、1980年（昭和55年）ごろにB5判を発売し、1984年（昭和59年）に表紙に光沢加工を施したB5判のみの発売となった。この頃、右上のマークはキャラクターの「ショウちゃん」から企業シンボル的な「親子鳥」へと変更された。1993年には写真が一層映えるようにという考えなどから、表紙の基本色を明るい緑色にした。
1980年、小学校高学年～中学生向けの新シリーズ「ジャポニカセクション」（4～15mmの各種方眼罫、B5判とA4判）および「ジャポニカカスタム」（横罫、縦罫、英習罫、150字マス、200字マス。B5判）を発売した。いずれも表紙は写真ではなく、一般的な大学ノートに近い。
2014年、ノートとしては日本で初めて立体商標に登録された。同年時点で学年・科目別に50種類以上のラインナップがあり、累計販売数は約12億冊。11月には、小学校高学年向けの表紙に子供の顔のイラストを入れた新シリーズ「ジャポニカフレンド」を発売した。
紙は学習帳専用紙として開発したもの（鉛筆で書きやすい紙）を使用しており、製本は糸綴じ。罫線は目に安らぎを与える色（日本色彩研究所の協力による研究）を採用している。表紙の名前欄はコートレス仕上げ。現在も高岡市の本社工場で作り続けており、国産を維持したい方針であるという。
2015年4月28日から6月15日にかけて発売45周年を記念して行われた歴代の表紙の人気投票で、1970年代・1980年代・1990年代・2000年代の1位にそれぞれ昆虫のものが選ばれ、2位・3位でも多くが昆虫であった。これを受け、同年8月に各年代の1位となった昆虫が表紙のノート4冊と、最初のシリーズであるひまわりが表紙のノート1冊をセットにした5冊組を復刻し、限定発売が行われる。
2015年12月には37年ぶりに自然系の表紙ではない「日本の伝統文化シリーズ」が発売され、第1弾は歌舞伎がテーマとなっている。
テレビCM
発売の翌年、1971年（昭和46年）に学習ノートではまだ珍しかったテレビCMを開始したが、それは、知名度の低さと商品の高価格から、在庫の山を抱えた末の策だったという。しかも視聴率の高くない時間帯しか枠が空いておらず、昼ドラマの時間帯に流した。当時は家族経営の文具店が主流で、この時間にテレビを見て休憩をとっていた店が多かったと見られ、思いのほかCM効果があり、取扱先が一気に増えた。CM開始から3年間で売り上げが27倍になったという。
1976年から1995年まで、石川進の歌で「凡才くんもジャポニカだ」という歌詞から始まるCMを約20年間放送していた。内容は体育教師の指示で跳び箱を跳ぶスポーツマンの少年が成功し、2人目のガリ勉の少年が失敗、続いて彼等が花に水をやる中、少年達の中の1人がいたずらで体育教師に水をかけ、ジャポニカ学習帳が映る中体育教師の「ジャポニカ学習帳、使ってるか?」という呼びかけに対して「はい!」と少年達が返事をし、最後に走りながら下校する2人の少年を映し出し、「ジャポニカ学習帳」という短いジングルが流れるというものだった。
この他にも1983年にはトランザムが歌を担当したCMが放送された他、1987年には「酋長」（声：内海賢二)と学「習帳」をかけたCMを制作・放送していたが、「酋長」の語が差別語である事から放送されなくなった。その後、1996年頃には、岡本夏生が母親役で出演したCMが放送された。
2000年代には アニメ・キャラクターのジャポニカ王子（声：竹内順子）と仲間達（声：大竹宏、他）が登場し、ジャポニカ王子と視聴者が「じゃんけん（ジャポニカじゃんけん）」で勝負するという内容が使われていた。山寺宏一は本CMシリーズの途中から出演。
2013年1月現在CMは2タイプ有り、片方はダンス☆マンによるヒップホップダンスのCM、もう片方は従来通り山寺が出演し、授業参観の中で長年愛されているジャポニカ学習帳の特徴を伝えるCMになっている（ジャポニカ王子らも登場するが、じゃんけんは行わない）。
初期から「ジャポニカ学習帳」という短いジングル（サウンドロゴ）は変わっていない。

## キャラクター商品
ショウワノートの星昇によると、同社が初めて商品化したテレビキャラクターは、『チロリン村とくるみの木』（1958年に商品化）である。但し、当時のキャラクター商品の常であるが、著作権者の無許諾商品であり、著作権者と版権契約を結ぶのは『まぼろし探偵』（1959年）以降である。前取締役社長の片岸茂によると、最初に「当たった」のは、『琴姫七変化』との事。
エルファッション、アップルシスターズ、ハッピーブライダルなど自社オリジナル・キャラクターがある。

### 1960年代 - 1970年代後半
この時期は、『ウルトラシリーズ』『マジンガーZ』『ロボット刑事』の他、円谷恐竜シリーズ（『恐竜探険隊ボーンフリー』『恐竜大戦争アイゼンボーグ』他）『宇宙戦艦ヤマト』『大鉄人17』『星の子チョビン』『ろぼっ子ビートン』『母をたずねて三千里』『空手バカ一代』『デビルマン』『ミクロイドS』『キューティーハニー』『アニメーション紀行 マルコ・ポーロの冒険』や「合身ロボシリーズ」（『UFO戦士ダイアポロン』『合身戦隊メカンダーロボ』）などの関連グッズを販売していた。

### 1970年代後半 - 現在
1970年代から現在に至るまで、数多くのアニメ・特撮番組の関連グッズを製造・販売している。上記諸作品を除き、制作会社別もしくはジャンル別に分類。ここでは、主な作品のみを紹介する。
日本サンライズ→サンライズ・バンダイナムコピクチャーズ系作品
- 『無敵鋼人ダイターン3』[注 2]
- 『科学冒険隊タンサー5』
- 『太陽の牙ダグラム』
- 『伝説巨神イデオン』
- 『装甲騎兵ボトムズ』
- 『巨神ゴーグ』
- 『機甲界ガリアン』
- 『蒼き流星SPTレイズナー』
- 『ミスター味っ子』
- 『鎧伝サムライトルーパー』
- 『獣神ライガー』
- 『太陽の勇者ファイバード』
- 『伝説の勇者ダ・ガーン』
- 『古代王者 恐竜キング Dキッズ・アドベンチャー』
- 『アイカツ!シリーズ』

藤子不二雄原作作品
本社のある高岡市は藤子・F・不二雄の出身地であり、隣接する高岡おとぎの森公園から見える本社東側上部には「ドラえもん学習帳」名義でドラえもんが描かれている。デザインは社屋の建て替えの際に一度変更されている。
- 『ドラえもん』
- 『忍者ハットリくん』
- 『パーマン』
- 『オバケのQ太郎（新）』
- 『エスパー魔美』
- 『キテレツ大百科』

東映本社・東映動画→東映アニメーション系作品
- 『鋼鉄ジーグ』
- 『マシンハヤブサ』
- 『マグネロボ ガ・キーン』
- 『キャンディ・キャンディ』
- 『激走!ルーベンカイザー』
- 『花の子ルンルン』
- 『サイボーグ009（新）』
- 『魔法少女ララベル』
- 『ハロー!サンディベル』
- 『新竹取物語 1000年女王』
- 『The かぼちゃワイン』
- 『ストップ!! ひばりくん!』
- 『Dr.スランプ アラレちゃん』
- 『ドラゴンボールシリーズ』
- 『SLAM DUNK』
- 『ひみつのアッコちゃん』（第3シリーズ）
- 『遊☆戯☆王』
- 『金田一少年の事件簿』
- 『ONE PIECE』
- 『蒼き伝説シュート!』
- 『空想科学世界ガリバーボーイ』
- 『デジモンシリーズ』
- 『金色のガッシュベル!!』
- 『ゲゲゲの鬼太郎』（第5・6シリーズ[注 3]）
- 『冒険王ビィト』シリーズ
- 『出ましたっ!パワパフガールズZ』
- 『トリコ』
- 『聖闘士星矢Ω』[注 4]

東京ムービー→東京ムービー新社（TMS：現・トムス・エンタテインメント）系作品
- 『ガンバの冒険』
- 『家なき子』
- 『宝島』
- 『忍者マン一平』
- 『超時空世紀オーガス』
- 『レディジョージィ』
- 『名探偵ホームズ』
- 『ルパン三世 PARTIII』
- 『レスラー軍団〈銀河編〉 聖戦士ロビンJr.』
- 『超電動ロボ 鉄人28号FX』
- 『魔法騎士レイアース』
- 『怪盗セイント・テール』
- 『ソニックX』
- 『甲虫王者ムシキング 森の民の伝説』
- 『ヒーローバンク』
- 『カミワザ・ワンダ』
- 『名探偵コナン[注 5]』

タツノコプロ系作品
- 『ヤッターマン』（2008年版含む）
- 『ゴワッパー5 ゴーダム』
- 『てんとう虫の歌』
- 『ポールのミラクル大作戦』
- 『一発貫太くん』
- 『科学忍者隊ガッチャマンII/F[注 6]』
- 『ゼンダマン』
- 『ヤットデタマン』
- 『機甲創世記モスピーダ』
- 『よろしくメカドック』
- 『昭和アホ草紙あかぬけ一番!』
- 『昆虫物語 みなしごハッチ（新）』
- 『プリティーシリーズ』

日本アニメーション系作品
- 『草原の少女ローラ』
- 『女王陛下のプティアンジェ』
- 『ミームいろいろ夢の旅』
- 『へーい!ブンブー』
- 『宇宙船サジタリウス』
- 『ボスコアドベンチャー』
- 『アニメ80日間世界一周』
- 『トッポ・ジージョ』
- 『ちびまる子ちゃん』
- 『南国少年パプワくん』
- 『魔法陣グルグル』
- 『さくらももこ劇場 コジコジ』
- 『花さか天使テンテンくん』
- 『HUNTER×HUNTER』
- 『コレクター・ユイ』
- 世界名作劇場
  - 『南の虹のルーシー』
  - 『小公女セーラ』
  - 『愛少女ポリアンナ物語』
  - 『愛の若草物語』
  - 『小公子セディ』

スタジオぴえろ→ぴえろ系作品
- 『ニルスのふしぎな旅』
- 『太陽の子エステバン』
- 『きまぐれオレンジ☆ロード』
- 『のらくろクン』
- 『まじかるハット』
- 『江戸っ子ボーイ がってん太助』
- 『幽☆遊☆白書』
- 『NINKU -忍空-』
- 『みどりのマキバオー』
- 『たこやきマントマン』
- 『東京ミュウミュウ』
- 『シュガシュガルーン』
- 『NARUTO -ナルト-』
- 『NARUTO -ナルト- 疾風伝』
- 『BORUTO-ボルト- -NARUTO NEXT GENERATIONS-』

小学館・小学館プロダクション→小学館集英社プロダクション（ShoPro）系作品
- 『六三四の剣』
- 『おぼっちゃまくん』
- 『クマのプー太郎』
- 『ポケットモンスターシリーズ』
- 『ビックリマン2000』
- 『とっとこハム太郎』
- 『ロックマンエグゼシリーズ （AXESS以降[注 7]）』
- 『コロッケ!』
- 『わがまま☆フェアリー ミルモでポン!』
- 『MÄR〜メルヘヴン〜』
- 『きらりん☆レボリューション』
- 『極上!!めちゃモテ委員長』
- 『ひめチェン!おとぎちっくアイドル リルぷりっ』
- 『ケシカスくん』
- 『はなかっぱ』
- 『しろくまカフェ』
- 『LINE TOWN』
- 『怪盗ジョーカー』
- 『新幹線変形ロボ シンカリオン』
- 『100%パスカル先生』
- 『プリプリちぃちゃん!!』
- 『SPY×FAMILY』

NAS・ADKエモーションズ系作品
- 『さすがの猿飛』
- 『ついでにとんちんかん』
- 『姫ちゃんのリボン』
- 『赤ずきんチャチャ』
- 『ナースエンジェルりりかSOS』
- 『こどものおもちゃ』
- 『発明BOYカニパン』
- 『キョロちゃん』
- 『テニスの王子様』
- 『冒険遊記プラスターワールド』
- 『遊☆戯☆王デュエルモンスターズGX』[注 8]
- 『クッキンアイドル アイ!マイ!まいん!』
- 『黒子のバスケ』
- 『オレカバトル』

上記以外の制作会社のアニメ作品
- 『アニメ三銃士』
- 『超スーパーカー ガッタイガー』
- 『科学救助隊テクノボイジャー』
- 『宇宙空母ブルーノア』
- 『宇宙戦士バルディオス』
- 『銀河烈風バクシンガー』
- 『魔境伝説アクロバンチ』
- 『スーキャット』
- 『おじゃまんが山田くん』
- 『キャプテン翼』[注 9]
- 『キャプテン』
- 『名犬ジョリィ』
- 『オズの魔法使い』
- 『鉄拳チンミ』
- 『超音戦士ボーグマン』
- 『アイドル伝説えり子』
- 『少年アシベ』[注 10]
- 『鬼神童子ZENKI』
- 『あずきちゃん』
- 『カードキャプターさくら』
- 『忍ペンまん丸』
- 『スーパードール★リカちゃん』
- 『Cosmic Baton Girl コメットさん☆』
- 『だぁ!だぁ!だぁ!』
- 『爆転シュート ベイブレード』
- 『爆転シュート ベイブレード2002』
- 『星のカービィ』
- 『マーメイドメロディ ぴちぴちピッチ』
- 『おねがいマイメロディシリーズ』
- 『ワンワンセレプー それゆけ!徹之進』
- 『デルトラ・クエスト』
- 『しゅごキャラ!』
- 『ネットゴーストPIPOPA』
- 『イナズマイレブンシリーズ』
- 『メタルファイト ベイブレード』
- 『ジュエルペットシリーズ』
- 『ハイキュー!!』
- 『ダンボール戦機シリーズ』
- 『妖怪ウォッチ』
- 『リルリルフェアリルシリーズ』
- 『スナックワールド』
- 『ベイブレード バースト』
- 土6 → 日5（『鋼の錬金術師』など）
- トミカ関連作品
  - 『トミカ絆合体 アースグランナー』
- 『ミュークルドリーミー』
- 『ぷにるんず』

特撮番組
- 『快傑ズバット』
- 『小さなスーパーマン ガンバロン』
- 『冒険ファミリー ここは惑星0番地』
- 『円盤戦争バンキッド』
- 『スターウルフ』
- 『ぼくら野球探偵団』
- 『電脳警察サイバーコップ』
- 『電光超人グリッドマン』
- メタルヒーローシリーズ
  - 『宇宙刑事ギャバン』
  - 『宇宙刑事シャリバン』
  - 『宇宙刑事シャイダー』
  - 『テツワン探偵ロボタック』
- 『燃えろ!!ロボコン[注 11]』
- 『仮面ライダーシリーズ[注 12]』
- 東映不思議コメディーシリーズ
  - 『美少女仮面ポワトリン』
  - 『不思議少女ナイルなトトメス』
  - 『うたう!大龍宮城』
  - 『有言実行三姉妹シュシュトリアン』
- 『超星神シリーズ』（※但し、『超星艦隊セイザーX』には関与せず）
- 『魔弾戦記リュウケンドー』
- トミカヒーローシリーズ
  - 『トミカヒーロー レスキューフォース』
- 『ガールズ×戦士シリーズ』
  - 『アイドル×戦士 ミラクルちゅーんず!』
  - 『魔法×戦士 マジマジョピュアーズ!』
  - 『ひみつ×戦士 ファントミラージュ!』
  - 『ポリス×戦士 ラブパトリーナ!』
  - 『ビッ友×戦士 キラメキパワーズ!』

’80年代の自社オリジナル作品
これらの後につく「=～」は、以前の作品と同じ作品。
- 『アンヌ』
- 『エルファッション』（Eru Fashion）=エル
- 『エレンのミラクルハウス』（Elen's Miracle House）=エレン
- 『おひめさま』
- 『シンデレラマリー』（Cinderella Mary）
- 『ティンクルドリーミー ジョアンナ』(Tinkle Dreamy Joanna)=ジョアンナ
- 『ドリーミングスターユミー』（Dreaming Star Yummy）=ユミー
- 『ハニーラブ』（Honey Love）
- 『ブライダルマリー』（Bridal Mary）
- 『プリマドンナ スカーレット』（Prema Donna Scarlet）=スカーレット
- 『ボンジュール』（Bonjour）
- 『マドレーヌ』（Madolene）
- 『ルビエ』

他、多数
上記の他、『トランスフォーマーシリーズ』や『ゾイドシリーズ』（玩具展開が主体の作品）、『Xボンバー』（人形劇）などのグッズ製造も手掛けていた。また、ラジオ大阪のアニラジ『アニメトピア』のスポンサーであったショウワノートは、同番組のグッズも販売していた。アニメショップ向け商品のブランドが『animetopia』なのはその名残である。
余談だが、同業者のセイカ（現・サンスター文具セイカレーベル）がバンダイグループの傘下に入る2000年前後から、バンダイ以外の玩具会社がスポンサーになっているアニメ・特撮作品への提供が増加した。なおこの時期は、三菱鉛筆など上記2社以外の文具メーカーもアニメ文具を多く発売していた。
ただ近年では、メ～テレ日曜朝7時枠のアニメのように元はセイカがスポンサーだった番組枠に入れ替わりでスポンサーとなるケースが多く、セイカ提供枠が激減。その代わりに、ショウワノート提供枠が学童向けアニメに於いての全CM枠の約半数を占めるという現象が起きている。また、他のメーカーでもアニメ・特撮キャラクター商品の分野から撤退したり、あるいはそれら絡みの事業を縮小している事なども影響している。その事から見ても、現在のところアニメ･特撮関連の文具メーカーとしては最大手となっている。

### 玩具メーカーとの関わり
最近は上記の『NARUTO -ナルト-』や『ポケモンシリーズ』等のように、タカラトミー（前身のタカラ、トミーも含む）がスポンサーになっているアニメ作品に数多く関わっているためか、同社絡みのキャラクターグッズ関連のシェアは全売上高の4-5割を占めている。ただ、それゆえに「タカラトミーがメインスポンサーになっている作品の文具は、ショウワノートからでしか発売しないのではないか？」としばしば誤解される事もある。
とはいえ、現在でもバンダイなどタカラトミー以外がスポンサーのテレビアニメ・特撮番組にも関与しており、関連商品の製造・販売も行っている。なお、タカラトミーがメインスポンサーであるアニメ･特撮番組の文具類も、セイカなどの他のメーカーから発売されているケースもある。

### 自社オリジナル・キャラクターグッズ
ライバル企業であるサンスター文具（セイカレーベル）はこの分野から撤退して久しいが（正確には完全に撤退しておらず、現在もバンダイなどと共同する形で、数作品（『フコウモリ』など）を展開している）、ショウワノートは1960年代から現在に至るまで、わたなべまさこや里中満智子やあいかわ敬(paper rock)ら人気少女漫画家・人気イラストレーターをデザイナーに迎えた女児向けの「自社オリジナル・キャラクター文具」の製造・販売を行い続けている（セイカも1970年代までは同様に少女漫画家を迎えたキャラクター商品を手掛けていたが、同年代以降はアニメーターのデザインによるオリジナルグッズ製造に傾き、漫画寄りのオリジナル文具はほとんど製造しなくなった模様）。
セイカは只野和子や伊藤郁子など人気アニメーターを起用していたが、ショウワは進上真樹など少女漫画家やイラストレーターを一貫してデザイナーに迎えているのが対照的である。

#### 過去に販売した、主なオリジナル・キャラクター商品
- 『アップルシスターズ』（Apple Sisters）
- 『おひめさま プリンセスワールド』（Princess World）
- 『カラフルメイト』（Colorful Mate）
- 『バレエファンタジー シルキーローズ』（Ballet Fantasy Silky Rose）
- 『ハッピーブライダル すてきなはなよめさん』（Happy Bridal）
- 『ミラクルツインカーニバル』（Miracle Twin Carnival）